# Белградская кисть
Белградская кисть (серб. Београдска шака) — первый в мире бионический протез кисти руки, изобретённый югославскими сербскими учёными Райко Томовичем и Миодрагом Ракичем (при помощи профессора Итиро Като из университета Васэда) в 1963 году в институте Михаила Пупина специально для нужд инвалидов (в том числе и ветеранов войны).
Эта бионическая рука имела все пять пальцев, в которых были встроены сенсоры тактильных ощущений. Для кисти была доступна технология захвата, сравнимая с современной: механизм управления силой схвата с обратной связью по давлению предотвращал повреждение как захватываемого объекта, так и самой искусственной руки. Всего было выпущено 50 экземпляров данной бионической кисти, которые предназначались для пациентов больниц и ветеранов войны, потерявших кисть руки, однако массового производства налажено не было. Белградская кисть намного опередила своё время, став предшественником современных бионических протезов и вспомогательных интеллектуальных систем. Она неоднократно исследовалась учёными в рамках создания проектов новых бионических протезов.
В настоящее время один из экземпляров Белградской кисти хранится в музее робототехники в Бостоне.